# 135
Secole: Secolul I - Secolul al II-lea - Secolul al III-lea
Decenii: Anii 80 Anii 90 Anii 100 Anii 110 Anii 120 - Anii 130 - Anii 140 Anii 150 Anii 160 Anii 170 Anii 180
Ani: 130 | 131 | 132 | 133 | 134 | 135 | 136 | 137 | 138 | 139 | 140

## Nașteri
- dată necunoscută: Pescennius Niger  (d. 194)

## Decese
- 28 septembrie: Rabbi Akiva  (n. 50)
- dată necunoscută: Bar Kohba  (n. ?)